# Nothobachia ablephara
Nothobachia ablephara — вид ящірок родини гімнофтальмових (Gymnophthalmidae). Ендемік Бразилії. Це єдиний представник монотипового роду Nothobachia.

## Поширення і екологія
Nothobachia ablephara мешкають серед піщаних дюн в долині річки Сан-Франсиску в штаті Баїя. Вони живуть в сухих саванах. Ведуть риючий спосіб життя.